# Napomyza carotae
Napomyza carotae este o specie de muște din genul Napomyza, familia Agromyzidae, descrisă de Spencer în anul 1966. Conform Catalogue of Life specia Napomyza carotae nu are subspecii cunoscute.